# Tour de Flandes 2018
La 102.ª edición de la clásica ciclista Tour de Flandes (nombre oficial en neerlandés y francés: Ronde van Vlaanderen / Tour des Flandres) fue una carrera en Bélgica que se celebró el 1 de abril de 2018 con inicio en la ciudad de Amberes y final en la ciudad de Oudenaarde sobre un recorrido de 266,5 kilómetros.
La carrera hizo parte del UCI WorldTour 2018, calendario ciclístico de máximo nivel mundial, siendo la decimotercera carrera de dicho circuito.
La carrera fue ganada por el corredor neerlandés Niki Terpstra del equipo Quick-Step Floors, en segundo lugar Mads Pedersen (Trek-Segafredo) y en tercer lugar Philippe Gilbert (Quick-Step Floors).

## Recorrido
El recorrido es similar a la edición anterior 2017, donde sé incluyó 5 tramos llanos de pavé y 18 muros, algunos de ellos con zonas adoquinadas, con salida en la ciudad de Amberes y llegada en la ciudad de Oudenaarde sobre una distancia de 266,5 km.
La carrera forma parte del calendario de clásicas de adoquines, donde los primeros 85 km no tienen mucha dificultad. Los últimos 180 km concentraron 18 cotas, donde se destacaban los muros adoquinados del Taaienberg, Kapelmuur y el Paterberg.
| Muros  |                  |       |         |              |                     |                      |
| Número | Nombre           | Km    | Tipo    | Longitud (m) | Pendiente media (%) | Pendiente máxima (%) |
| ------ | ---------------- | ----- | ------- | ------------ | ------------------- | -------------------- |
| 1      | Oude Kwaremont   | 121   | pavé    | 2200         | 4%                  | 11,6%                |
| 2      | Kortekeer        | 131,7 | asfalto | 1000         | 6.4%                | 17.1%                |
| 3      | Edelareberg      | 138,6 | asfalto | 1500         | 4.2%                | 7%                   |
| 4      | Wolvenberg       | 142,1 | asfalto | 645          | 7.9%                | 17.3%                |
| 5      | Leberg           | 151   | asfalto | 950          | 4.2%                | 13,8%                |
| 6      | Berendries       | 155   | asfalto | 940          | 7%                  | 12.3%                |
| 7      | Tenbosse         | 160   | asfalto | 450          | 6.9%                | 8.7%                 |
| 8      | Kapelmuur        | 170,4 | pavé    | 750          | 9%                  | 20%                  |
| 9      | Pottelberg       | 189   | asfalto | 1353         | 6,5%                | 7%                   |
| 10     | Kanarieberg      | 194,8 | asfalto | 1000         | 7.7%                | 14%                  |
| 11     | Oude Kwaremont   | 210,7 | pavé    | 2200         | 4.2%                | 11%                  |
| 12     | Paterberg        | 214,2 | pavé    | 360          | 9,4%                | 22%                  |
| 13     | Koppenberg       | 220,8 | pavé    | 700          | 5.3%                | 11.2%                |
| 14     | Steenbeekdries   | 226,2 | pavé    | 700          | 5.3%                | 18%                  |
| 15     | Taaienberg       | 228,7 | pavé    | 530          | 6.6%                | 15.8%                |
| 16     | Kruisberg-Hotond | 240   | pavé    | 2500         | 5%                  | 9%                   |
| 17     | Oude Kwaremont   | 249,8 | pavé    | 2200         | 4.2%                | 11%                  |
| 18     | Paterberg        | 253,3 | pavé    | 400          | 12.5%               | 20%                  |

| Tramos de pavé |                  |       |              |
| Número         | Nombre           | Km    | Longitud (m) |
| -------------- | ---------------- | ----- | ------------ |
| 1              | Lippenhovestraat | 87,3  | 1300         |
| 2              | Paddestraat      | 88,8  | 2300         |
| 3              | Holleweg         | 142,2 | 350          |
| 4              | Haaghoek         | 148   | 2000         |
| 5              | Mariaborrestraat | 224,9 | 2400         |

## Transcurso

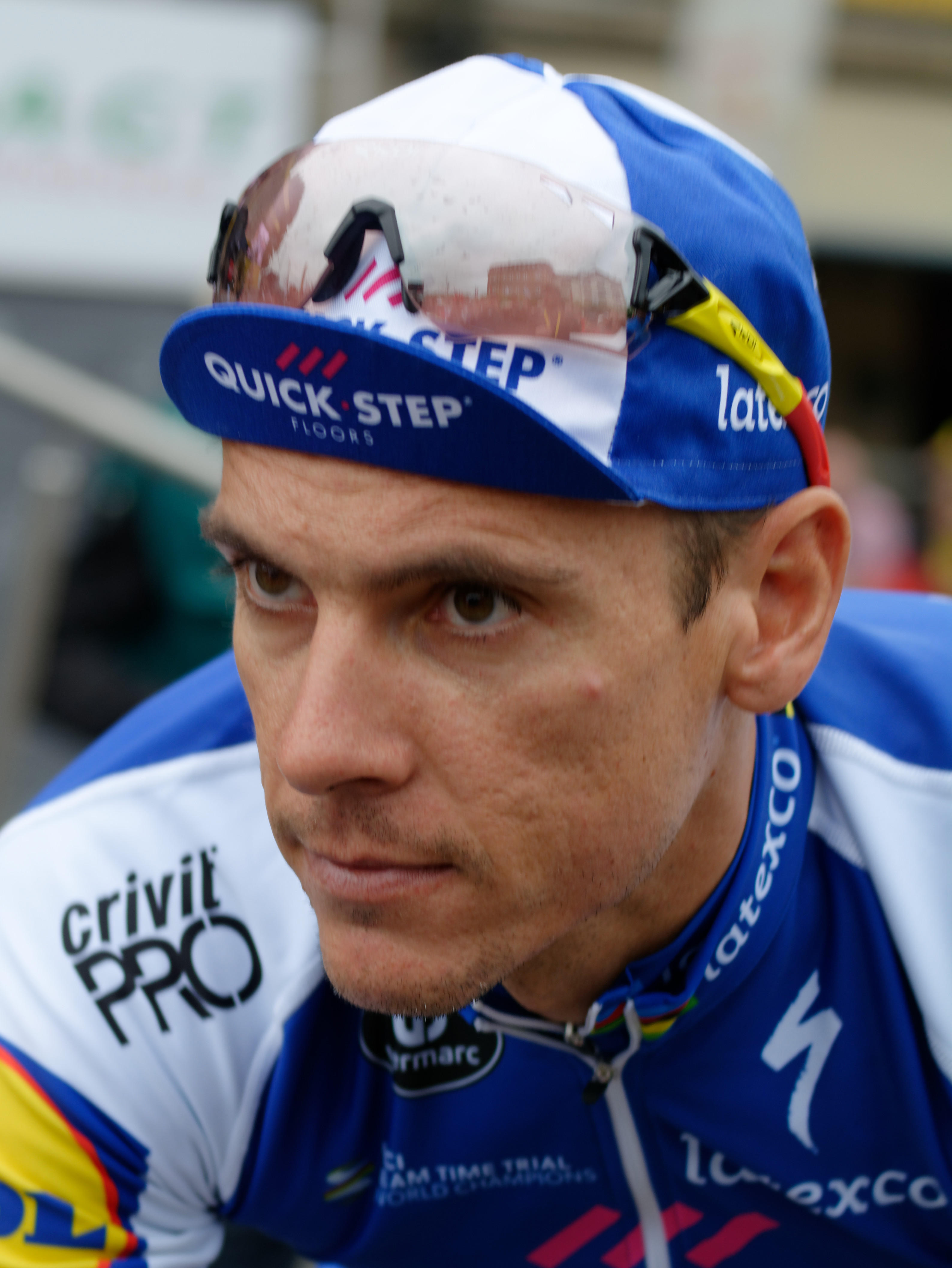
Philippe Gilbert, vencedor en 2017, se encontraba en el tercer escalón de favoritos según Sporza.

La carrera propiamente dicha fue precedida por un tramo neutralizado de 9,3 km por las calles de Amberes. Se produjeron varias caídas durante la primera hora, con Sep Vanmarcke, uno de los máximos favoritos para ganar el Tour de Flandes junto a Peter Sagan, entre los afectados en un par de ocasiones. Aproximadamente 70 km después del inicio, bajo una lluvia intensa y poco antes del primer sector de adoquines, se formó la escapada del día con once corredores (Filippo Ganna, Iván García Cortina, Ryan Gibbons, Pascal Eenkhoorn, Aimé De Gendt, Michael Goolaerts, Dimitri Peyskens, Pim Ligthart, Jimmy Turgis, Marco Haller y Floris Gerts). La ventaja de la fuga sobre el pelotón se incrementó hasta los cinco minutos a 160 km de meta y se mantuvo estable alrededor de ese tiempo hasta pasada la Kortekeer. A partir de entonces, la diferencia empezó a reducirse bajo el impulso de Quick-Step Floors, el conjunto del campeón vigente Philippe Gilbert, así como los equipos de otros favoritos. A 110 km de la meta, la escapada tan solo contaba con una ventaja de tres minutos sobre el pelotón.
Un poco más tarde, un cuarteto de corredores entre los que figuraban Jos van Emden y Pieter Weening saltó del grupo principal en un intento de dar caza a la fuga. Este contrataque logró neutralizar a los escapados a falta de aproximadamente 80 km. Por detrás, el pelotón también había recortado distancias, con el reciente vencedor de la Milán-San Remo, Vincenzo Nibali, bien posicionado en la parte delantera del grupo.
En la cabeza de la carrera, García Cortina y Tom Devriendt usaron el siguiente muro como trampolín para ganar unos metros de ventaja sobre el resto de la escapada. Se produjo un nuevo parón en el pelotón que hizo que la diferencia volviera a rebasar el minuto y medio antes de que Quick-Step empezara a tirar de nuevo con Yves Lampaert. El conjunto BMC de Greg Van Avermaet pronto se hizo con las riendas del grupo principal, sin que eso evitara que se multiplicaran los ataques en las inmediaciones del Koppenberg. Se produjo un cierto reagrupamiento en la fuga, que hizo que llegaran seis corredores juntos al pie de este muro. El neerlandés Niki Terpstra aprovechó el Koppenberg para forzar una nueva selección en el pelotón que también puso punto final a la escapada.
La carrera se reconfiguró con un trío de ciclistas (Dylan van Baarle, Sebastian Langeveld y Mads Pedersen) medio minuto delante del grupo inicial. En el siguiente muro, el Steenbeekdries, atacó el esprínter Sonny Colbrelli desde el pelotón, pero sin lograr escaparse. En el Taaienberg, una dificultad con una pendiente máxima del 15,8%, arrancó Van Avermaet con Zdeněk Štybar y Vanmarcke a su rueda, fracasando en su intento de provocar el corte decisivo pero desgranando el pelotón todavía más.
Un nuevo ataque de Terpstra a falta de menos de 30 km para el final le permitió distanciarse del pelotón y alcanzar a los tres escapados unos minutos más tarde. El neerlandés consiguió descolgar a sus compañeros de aventura en la cima del Oude Kwaremont y, tras rodar 16 km en solitario, proclamarse vencedor de la edición 2018 del Tour de Flandes. Por detrás del hombre de Quick-Step, Mads Pedersen se llevó el segundo puesto, mientras que Gilbert se impuso a los otros miembros del grupo de favoritos en la batalla por el último escalón del podio. Terpstra se convirtió así en el primer ciclista de su país en ganar la clásica flamenca desde que Adrie van der Poel lo hiciera en 1986.

## Equipos participantes
Tomaron parte en la carrera 25 equipos: 18 de categoría UCI WorldTeam y 7 de categoría Profesional Continental, formando así un pelotón de 175 ciclistas de los que acabaron 104. Los equipos participantes fueron:
| WorldTeams (18)- AG2R La Mondiale - Astana - Bahrain-Merida - BMC Racing Team - Bora-Hansgrohe - Dimension Data - EF Education First-Drapac p/b Cannondale - Groupama-FDJ - Katusha-Alpecin - Lotto NL-Jumbo - Lotto Soudal - Mitchelton-Scott - Movistar Team - Quick-Step Floors - Sky - Team Sunweb - Trek-Segafredo - UAE Team Emirates Equipos continentales profesionales (7)- Cofidis, Solutions Crédits - Roompot-Nederlandse Loterij - Sport Vlaanderen-Baloise - Vérandas Willems-Crelan - Vital Concept - Wanty-Groupe Gobert - WB-Aqua Protect-Veranclassic |
| |

## Clasificaciones finales
- Las clasificaciones finalizaron de la siguiente forma:[6]

### Clasificación general
| \| Clasificación general \| Clasificación general \| Clasificación general \| Clasificación general \| Clasificación general \| \| Ciclista \| Ciclista \| Equipo \| Tiempo \| \| \| --------------------- \| --------------------- \| ------------------------- \| --------------------- \| --------------------- \| \| 1.º \| Niki Terpstra \| Quick-Step Floors \| 6 h 21 min 25 s \| \| \| 2.º \| Mads Pedersen \| Trek-Segafredo \| + 12 s \| \| \| 3.º \| Philippe Gilbert \| Quick-Step Floors \| + 17 s \| \| \| 4.º \| Michael Valgren \| Astana \| + 20 s \| \| \| 5.º \| Greg Van Avermaet \| BMC Racing Team \| + 25 s \| \| \| 6.º \| Peter Sagan \| Bora-Hansgrohe \| + 25 s \| \| \| 7.º \| Jasper Stuyven \| Trek-Segafredo \| + 25 s \| \| \| 8.º \| Tiesj Benoot \| Lotto-Soudal \| + 25 s \| \| \| 9.º \| Wout van Aert \| Verandas Willems-Crelan \| + 25 s \| \| \| 10.º \| Zdeněk Štybar \| Quick-Step Floors \| + 25 s \| \| \| 11.º \| Oliver Naesen \| AG2R La Mondiale \| + 25 s \| \| \| 12.º \| Dylan van Baarle \| Team Sky \| + 25 s \| \| \| 13.º \| Sep Vanmarcke \| EF Education First-Drapac \| + 25 s \| \| \| 14.º \| Timo Roosen \| LottoNL-Jumbo \| + 1 min 09 s \| \| \| 15.º \| Arnaud Démare \| Groupama-FDJ \| + 1 min 13 s \| \| \| 16.º \| Alexander Kristoff \| UAE Team Emirates \| + 1 min 13 s \| \| \| 17.º \| Nils Politt \| Katusha-Alpecin \| + 1 min 13 s \| \| \| 18.º \| Mike Teunissen \| Team Sunweb \| + 1 min 13 s \| \| \| 19.º \| Edvald Boasson Hagen \| Dimension Data \| + 1 min 13 s \| \| \| 20.º \| Magnus Cort \| Astana \| + 1 min 13 s \| \| |                      |                           |                 |
| |                      |                           |                 |
| Fuente: ProCyclingStats |                      |                           |                 |
| Clasificación general |                      |                           |                 |
| Ciclista | Ciclista             | Equipo                    | Tiempo          |
| 1.º | Niki Terpstra        | Quick-Step Floors         | 6 h 21 min 25 s |
| 2.º | Mads Pedersen        | Trek-Segafredo            | + 12 s          |
| 3.º | Philippe Gilbert     | Quick-Step Floors         | + 17 s          |
| 4.º | Michael Valgren      | Astana                    | + 20 s          |
| 5.º | Greg Van Avermaet    | BMC Racing Team           | + 25 s          |
| 6.º | Peter Sagan          | Bora-Hansgrohe            | + 25 s          |
| 7.º | Jasper Stuyven       | Trek-Segafredo            | + 25 s          |
| 8.º | Tiesj Benoot         | Lotto-Soudal              | + 25 s          |
| 9.º | Wout van Aert        | Verandas Willems-Crelan   | + 25 s          |
| 10.º | Zdeněk Štybar        | Quick-Step Floors         | + 25 s          |
| 11.º | Oliver Naesen        | AG2R La Mondiale          | + 25 s          |
| 12.º | Dylan van Baarle     | Team Sky                  | + 25 s          |
| 13.º | Sep Vanmarcke        | EF Education First-Drapac | + 25 s          |
| 14.º | Timo Roosen          | LottoNL-Jumbo             | + 1 min 09 s    |
| 15.º | Arnaud Démare        | Groupama-FDJ              | + 1 min 13 s    |
| 16.º | Alexander Kristoff   | UAE Team Emirates         | + 1 min 13 s    |
| 17.º | Nils Politt          | Katusha-Alpecin           | + 1 min 13 s    |
| 18.º | Mike Teunissen       | Team Sunweb               | + 1 min 13 s    |
| 19.º | Edvald Boasson Hagen | Dimension Data            | + 1 min 13 s    |
| 20.º | Magnus Cort          | Astana                    | + 1 min 13 s    |

## Ciclistas participantes y posiciones finales
Convenciones:
- AB-N: Abandono en la etapa N
- FLT-N: Retiro por llegada fuera del límite de tiempo en la etapa N
- NTS-N: No tomó la salida para la etapa N
- DES-N: Descalificado o expulsado en la etapa N

## UCI World Ranking
El Tour de Flandes otorga puntos para el UCI WorldTour 2018 y el UCI World Ranking, este último para corredores de los equipos en las categorías UCI WorldTeam, Profesional Continental y Equipos Continentales. Las siguientes tablas muestran el baremo de puntuación y los 10 corredores que obtuvieron más puntos:
| Posición   | 1.º | 2.º | 3.º | 4.º | 5.º | 6.º | 7.º | 8.º | 9.º | 10.º | 11.º | 12.º | 13.º | 14.º | 15.º | 16.º-20.º | 21.º-30.º | 31.º-50.º | 51.º-55.º | 56.º-60.º |
| Puntuación | 500 | 400 | 325 | 275 | 225 | 175 | 150 | 125 | 100 | 85   | 70   | 60   | 50   | 40   | 35   | 30        | 20        | 10        | 5         | 3         |

| Clasificación |                   |                         |        |
| Posición      | Ciclista          | Equipo                  | Puntos |
| ------------- | ----------------- | ----------------------- | ------ |
| 1.º           | Niki Terpstra     | Quick-Step Floors       | 500    |
| 2.º           | Mads Pedersen     | Trek-Segafredo          | 400    |
| 3.º           | Philippe Gilbert  | Quick-Step Floors       | 325    |
| 4.º           | Michael Valgren   | Astana                  | 275    |
| 5.º           | Greg Van Avermaet | BMC Racing              | 225    |
| 6.º           | Peter Sagan       | Bora-Hansgrohe          | 175    |
| 7.º           | Jasper Stuyven    | Trek-Segafredo          | 150    |
| 8.º           | Tiesj Benoot      | Lotto Soudal            | 125    |
| 9.º           | Wout van Aert     | Vérandas Willems-Crelan | 100    |
| 10.º          | Zdeněk Štybar     | Quick-Step Floors       | 85     |